# Karl Wolfgang von Oettingen

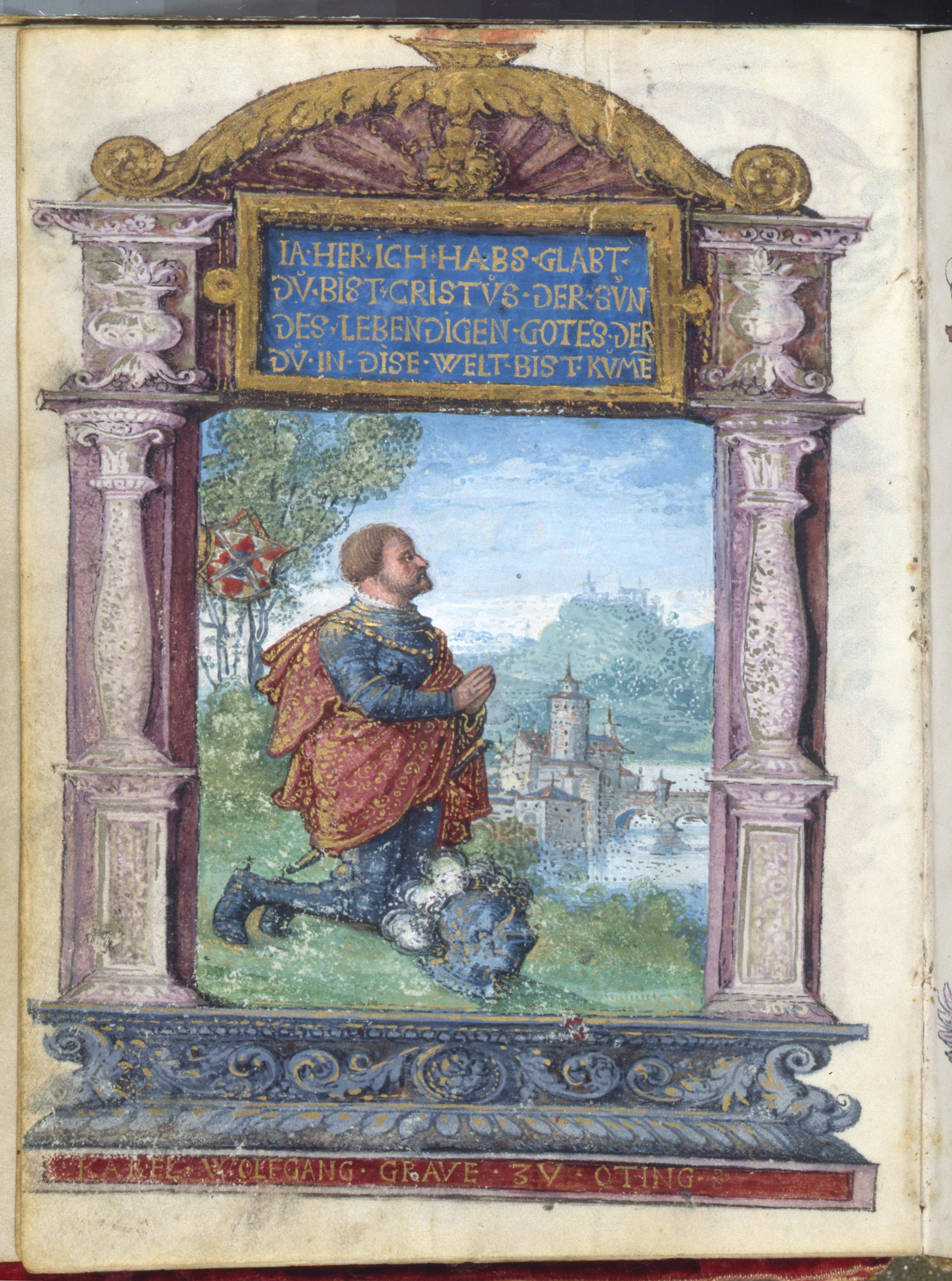
Graf Karl Wolfgang, dargestellt von Hans Schäufelin um 1537/38

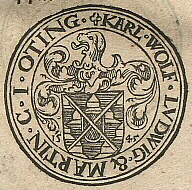
Gemeinsame Münze von Karl Wolfgang, Ludwig XV. und Martin aus dem Jahr 1545

Karl Wolfgang (* 1474; † 3. Oktober 1549 in Harburg) war Graf von Oettingen.

## Leben
Karl Wolfgang war der erste Sohn des Grafen Wolfgang I. und dessen Gemahlin Anna von Waldburg-Waldsee. Mit dem Tod seines Vaters im Jahr 1522 kam es zur Teilung des Hauses Oettingen: 
Karl Wolfgang erbte den südlichen Teil der Grafschaft mit den Oberämtern Harburg und Hochhaus und übernahm die Burg Harburg als Residenz von seinem Vater.
Sein Bruder Ludwig XV. erbte den nordöstlichen Teil der Grafschaft mit Oettingen und dem Oberamt Alerheim. 
Ihr Vetter Martin regierte in Wallerstein und blieb katholisch.
Karl Wolfgang war ein Graf der Renaissance und somit interessiert an Kriegswesen und der Jagd. Außerdem besaß er eine gute literarische, künstlerische und religiöse Bildung. Er war ein ausgesprochener Bücherliebhaber und kaufte auf den Messen in Nördlingen und Frankfurt. Zudem sammelte er allerlei Kunstwerke und war dem benachbarten Pfalzgrafen Ottheinrich in Neuburg darin nicht unähnlich.
Am 5. November 1524 heiratete Karl Wolfgang die Landgräfin Elisabeth von Leuchtenberg. Die Kinder aus dieser Ehe starben noch im jungen Kindesalter.
Graf Karl Wolfgang begeisterte sich früh für die Lehre Martin Luthers. Da er zusammen mit seinem Bruder Ludwig XV. über die Grafschaft Oettingen regierte, führte Karl Wolfgang in seinen Gebieten südlich der Eger die Reformation durch. An seine Residenz, der Burg Harburg, holte er 1524 als Hofprediger Paul Warbeck. Dieser hatte in Wittenberg Theologie studiert und war im Nördlinger Karmeliterkloster ein Konventsbruder von Kaspar Kantz. Die Schlosskirche St. Michael war somit die erste evangelische Predigtstätte im Ries. Dort erinnert ein Epitaph an Karl Wolfgang und dessen Gemahlin.
1539, nach dem Bauernkrieg, berief Karl Wolfgang eine Synode in Harburg ein, auf der alle Pfarrer seiner Grafschaft über den evangelischen Glauben diskutierten, und schließlich wurde die Augsburger Konfession eingeführt. Sein Bruder Ludwig XV. tat ihm dies in Alerheim gleich.